# ثيودور توماس (موسيقي)
ثيودور توماس (بالألمانية: Theodore Thomas)‏ هو موزع وموسيقي ألماني، ولد في 11 أكتوبر 1835 في إسنز في ألمانيا، وتوفي في 4 يناير 1905 في شيكاغو في الولايات المتحدة.

## وصلات خارجية
- ثيدور توماس على موقع الموسوعة البريطانية (الإنجليزية)
- ثيدور توماس على موقع ميوزك برينز (الإنجليزية)